# Tomas i Växsjö
Tomas i Växsjö var en lagman i Bollnäs Prosteri i Hälsingland under 1300-talet senare del. Han bodde i Växsjö i Bollnäs socken. Lagman Tomas omnämns åtminstone tre gånger i medeltida brev bland annat vid en stadfästelse av jordöverlåtelse i samband med ett dråp i Njutånger 1363, i ett gränsdragningsdokument mellan Uppsala stift och Åbo stift 1374 samt vid en jordförsäljning i Bollnäs 1377.